# Aeroportul Klamath Falls
Aeroportul Klamath Falls (IATA: LMT, ICAO: KLMT, FAA LID: LMT) este un aeroport din Oregon, Statele Unite ale Americii ce deservește zona Klamath Falls⁠(d). Aeroportul a fost tranzitat în 2019 de 20 de pasageri. A fost numit după zona deservită.
Situat la o altitudine de 1.248 m, aeroportul dispune de 2 piste.

## Infrastructură

### Piste
Aeroportul dispune de 2 piste. Pista 07/25 are suprafața de asfalt și dimensiunile 5.258 picioare × 100 picioare. Pista 14/32 are suprafața de beton și dimensiunile 10.301 picioare × 150 picioare. 